# 2024年 半ばのラグビーユニオン国際試合
2024年 半ばのラグビーユニオン国際試合は、7月を中心に行われるラグビーユニオンの国際試合である。北半球では夏季にあたるため、「サマー・インターナショナルズ（Summer Internationals）」「サマー・テスト（Summer Tests）」ともいう。北半球チームは国内シーズン終了後、南半球、北米、日本への遠征が行われるほか、単発のテストマッチも行われる。

## 遠征
この期間に遠征を行ったチームは、以下の通り。特記がないものは、対戦相手国で実施する。
| 遠征チーム               | 対戦相手と結果                           | 対戦相手と結果                      | 対戦相手と結果                       | 対戦相手と結果             | 対戦相手と結果                                  | 対戦相手と結果          | 備考                 |
| 遠征チーム               | 6月22日(土)                              | 6月28日(金)～                       | 7月5日(金)～                         | 7月10日(水)～              | 7月19日(金)～                                   | 7月26日(金)～           | 備考                 |
| ------------------------ | ---------------------------------------- | ----------------------------------- | ------------------------------------ | -------------------------- | ----------------------------------------------- | ----------------------- | -------------------- |
| イングランド             | 日本 · 〇52-17                           |                                     | ニュージーランド · ●15-16            | ニュージーランド · ●17-24  |                                                 |                         | [ 5 ]                |
| ニュージーランド         |                                          |                                     |                                      |                            | フィジー · 〇47-5 · アメリカ合衆国で実施        |                         | [ 3 ]                |
| フィジー                 | バーバリアンズ ●32-45 イングランドで実施 |                                     | ジョージア · 〇21-12                 |                            | ニュージーランド · ●5-47 · アメリカ合衆国で実施 |                         | [ 6 ] [ 7 ] [ 3 ]    |
| マオリ・オールブラックス |                                          | JAPAN XV 〇36-10                    | JAPAN XV ●14-26                      |                            |                                                 |                         | [ 8 ] [ 9 ]          |
| ジョージア               |                                          |                                     | フィジー · ●12-21 · ジョージアで実施 | 日本 · 〇25-23             |                                                 | オーストラリア · ●29-40 | [ 6 ]                |
| イタリア                 |                                          |                                     | サモア · ●25-33                      | トンガ · 〇36-14           | 日本 · 〇42-14                                  |                         | [ 10 ] [ 11 ] [ 12 ] |
| スペイン                 |                                          |                                     |                                      | サモア · ●30-34            | トンガ · 〇29-20                                |                         | [ 13 ] [ 14 ]        |
| クイーンズランド・レッズ |                                          |                                     |                                      |                            |                                                 | トンガ · 〇41-14        | [ 15 ]               |
| 南アフリカ共和国         | ウェールズ · 〇41-13                     |                                     |                                      |                            |                                                 |                         | [ 4 ]                |
| ウェールズ               |                                          | 南アフリカ共和国 · ●13-41           | オーストラリア · ●16-25              | オーストラリア · ●28-36    | クイーンズランド・レッズ 〇36-35                |                         | [ 16 ]               |
| アイルランド             |                                          |                                     | 南アフリカ共和国 · ●20-27            | 南アフリカ共和国 · 〇25-24 |                                                 |                         | [ 16 ]               |
| ポルトガル               |                                          |                                     |                                      | ナミビア · 〇37-22         | 南アフリカ共和国 · ●21-64                       |                         | [ 17 ] [ 18 ]        |
| フランス                 |                                          |                                     | アルゼンチン · 〇28-13               | ウルグアイ · 〇43-28       | アルゼンチン · ●25-33                           |                         | [ 19 ] [ 20 ] [ 21 ] |
| アルゼンチン             |                                          |                                     |                                      |                            | ウルグアイ · 〇79-5                             |                         | [ 22 ]               |
| スコットランド           |                                          |                                     | カナダ · 〇73-12                     | アメリカ合衆国 · 〇42-7    | チリ · 〇52-11                                  | ウルグアイ · 〇31-19    | [ 23 ]               |
| ルーマニア               |                                          |                                     | アメリカ合衆国 · 〇22-20             | カナダ · ●22-35            |                                                 |                         | [ 24 ] [ 25 ]        |
| 香港                     |                                          |                                     | チリ · ●17-22                        | パラグアイ · 〇80-12       | ブラジル · 〇26-25                              |                         | [ 26 ]               |
| ベルギー                 |                                          |                                     |                                      | チリ · ●5-33               | パラグアイ · 〇45-20                            | ブラジル · ●25-47       | [ 27 ] [ 28 ] [ 29 ] |
| ドイツ                   |                                          |                                     |                                      |                            | バンクーバー・ハイランダーズ ●26-30             |                         | [ 30 ]               |
| バルバドス               |                                          | バンクーバー・ハイランダーズ ●12-44 |                                      |                            |                                                 |                         | [ 31 ]               |
| ブルー・ブルズ           |                                          | ナミビアXV · 〇92-8                 |                                      |                            |                                                 |                         | [ 32 ]               |
| 遠征チーム               | 6月22日(土)                              | 6月28日(金)～                       | 7月5日(金)～                         | 7月10日(水)～              | 7月19日(金)～                                   | 7月26日(金)～           | 備考                 |

## 日本代表
国内での対戦が行われ、いずれも「リポビタンDチャレンジカップ2024」として行われた。
| 日付        | 開始時間 | 対戦                                                           | 結果    | 会場                             | 特記事項                                       | 備考                               |
| ----------- | -------- | -------------------------------------------------------------- | ------- | -------------------------------- | ---------------------------------------------- | ---------------------------------- |
| 6月22日(土) | 14:50    | イングランド代表 vs 日本代表                                   | ● 17-52 | 国立競技場（東京）               | リポビタンDチャレンジカップ2024                | [ 33 ] [ 34 ] [ 35 ]               |
| 6月29日(土) | 19:00    | マオリ・オールブラックス vs JAPAN XV（ジャパンフィフティーン） | ● 10-36 | 秩父宮ラグビー場（東京）         | キャップ非対象 リポビタンDチャレンジカップ2024 | [ 36 ] [ 37 ] [ 38 ] [ 39 ] [ 40 ] |
| 7月6日(土)  | 18:00    | マオリ・オールブラックス vs JAPAN XV（ジャパンフィフティーン） | ◯ 26-14 | 豊田スタジアム（愛知）           | キャップ非対象 リポビタンDチャレンジカップ2024 | [ 41 ] [ 42 ] [ 43 ] [ 44 ]        |
| 7月13日(土) | 19:05    | ジョージア代表 vs 日本代表                                     | ● 23-25 | ユアテックスタジアム仙台（宮城） | リポビタンDチャレンジカップ2024                | [ 45 ] [ 46 ]                      |
| 7月21日(日) | 14:05    | イタリア代表 vs 日本代表                                       | ● 14-42 | 札幌ドーム（北海道）             | リポビタンDチャレンジカップ2024                | [ 47 ] [ 48 ]                      |

## 対戦
トライの「m」はモール状態でのトライ、「c」はクリアな状態でのトライ。

### 6月22日(土)
| 2024年6月22日 14:50 JST (UTC+9) | 日本                                                                          | 17–52                    | イングランド | 国立競技場, 東京都新宿区 観客数: 44,029人 レフリー: Luc Ramos (フランス) |
| 2024年6月22日 14:50 JST (UTC+9) | T: 根塚洸雅 66'c 山沢拓也 69'c G: 松田力也 (2/2) 67', 70' PG: 李承信 (1/1) 3' | レポート 結果配信表 報道 | T: カニンガムサウス 14'c · M.スミス 25'c · Feyi-Waboso 29'c · スレイド 40+2'm · ミッチェル 43'c · アール 50'm · Randall 58' c · アンダーヒル 77' c · G: M.スミス (4/6) 15', 26', 30', 44' · スレイド (2/2) 59', 78' · M.スミス 55' · ユールズ 74' · | 国立競技場, 東京都新宿区 観客数: 44,029人 レフリー: Luc Ramos (フランス) |

- イングランドのチャーリー・ユールズは、テストマッチにおいて、イングランド代表として初めて2枚目のレッドカードを受けた[49]。

| 2024年6月22日 14:00 BST (UTC+1) | 南アフリカ共和国 | 41–13    | ウェールズ                                                          | トゥイッケナム・スタジアム, ロンドン, イングランド 観客数: 60,000人 レフリー: Chris Busby (アイルランド) |
| 2024年6月22日 14:00 BST (UTC+1) | T: クリエル 4'c PT 15' マピンピ 42'c ンボナンビ 69'c Van der Merwe 75'c G: Hendrikse (2/2) 5', 43' ファインバーグ＝ムンゴメズル (2/2) 70', 76' PG: Hendrikse (1/2) 49' ファインバーグ＝ムンゴメズル (1/1) 66' | レポート | T: レイク 30'c G: コステロウ (1/1) 31' PG: コステロウ (2/3) 8', 34' | トゥイッケナム・スタジアム, ロンドン, イングランド 観客数: 60,000人 レフリー: Chris Busby (アイルランド) |

- 南アフリカ共和国のヴィンセント・コッホは、テストマッチ50試合出場を達成した[50]。

| 2024年6月22日 17:15 BST (UTC+1) | バーバリアンズ | 45–32    | フィジー | トゥイッケナム・スタジアム, ロンドン, イングランド 観客数: 60,000人 レフリー: Gianluca Gnecchi (イタリア) |
| 2024年6月22日 17:15 BST (UTC+1) | T: ボーシェー (2) 16'm, 72'c メイ (2) 32'm, 49'c ファインガアヌク (2) 36'c, 45'c Mercer 77'c G: Fihaki (4/6) 37', 46', 50', 73' 堀江翔太 (1/1) 78' | レポート | T: Momo (3) 23'c, 26'c, 55'm Valetini 62'c G: マンツ (2/3) 24', 27' Valetini (1/1) 63' PG: マンツ (1/1) 40' Valetini (1/1) 67' | トゥイッケナム・スタジアム, ロンドン, イングランド 観客数: 60,000人 レフリー: Gianluca Gnecchi (イタリア) |

- バーバリアンズの堀江翔太は、この試合が現役最後となり、コンバージョンキックを決めた[51][52]。

### 6月28日(金)～
| 2024年6月28日 19:00 PDT (UTC-7) | バンクーバー・ハイランダーズ                                                                                                | 44–12    | バルバドス                                         | Burnaby Lake Rugby Club, ブリティッシュコロンビア州, カナダ 観客数: 1,023人 レフリー: Brad Schwalger (カナダ) |
| 2024年6月28日 19:00 PDT (UTC-7) | T: Saeed 6'm Henchy (2) 30'm, 38'c Biss 35'c Graham 72'm Sherlock 79'c G: Moloney (3/7) 36', 39', 80' PG: Moloney (1/1) 25' | レポート | T: Anderson 22'm Martyn 57'c G: Phillips 58' (1/1) | Burnaby Lake Rugby Club, ブリティッシュコロンビア州, カナダ 観客数: 1,023人 レフリー: Brad Schwalger (カナダ) |

| 2024年6月29日 18:00 JST (UTC+9) | JAPAN XV                    | 10–36                    | マオリ・オールブラックス | 秩父宮ラグビー場, 東京都港区 観客数: 13,565人 レフリー: Eoghan Cross (アイルランド) |
| 2024年6月29日 18:00 JST (UTC+9) | T: 原田衛 5'm 根塚洸雅 79'm | レポート 結果配信表 報道 | T: スアフォア 8'm · エクランド 27'c · ハーモン 35'm · サリヴァン 42'm · ポイヒピ (2) 60'c, 68'c · G: レイハナ (1/4) 29' · ポイヒピ (2/2) 62', 70' · スアフォア 18' · ポイヒピ 39' · | 秩父宮ラグビー場, 東京都港区 観客数: 13,565人 レフリー: Eoghan Cross (アイルランド) |

| 2024年6月29日 15:00 CAT (UTC+2) | ナミビアXV                          | 8–92          | ブルー・ブルズ | Hage Geingob Rugby Stadium, ウィントフック, ナミビア 観客数: 4,023人 |
| 2024年6月29日 15:00 CAT (UTC+2) | T: Izaacs 49'm PG: Bruwer (1/1) 23' | レポート 報道 | T: Williams 4'c Van der Walt 9'c Chamberlain (2) 12'c, 66'c Beets (2) 26'm, 59'c Klopper 29'c PT 35' Petersen 36'c デャンティ 42'c Jacobs (2) 63'c, 70'm Tshakweni 73'c Else 77'm G: Van der Walt (9/11) 4', 10', 13', 29', 37', 43', 59', 64', 67' Chamberlain (1/2) 74' | Hage Geingob Rugby Stadium, ウィントフック, ナミビア 観客数: 4,023人 |

### 7月5日(金)～
| 2024年7月5日 17:00 AST (UTC+13) | サモア | 33–25    | イタリア                                                                                           | アピア・パーク, アピア, サモア 観客数: 1,000人 レフリー: ポール・ウィリアムズ (ニュージーランド) |
| 2024年7月5日 17:00 AST (UTC+13) | T: Moore-Aiono 9'c アーウォン 30'm トアラ 58'c Moleli 77'm G: レウリア (2/3) 10', 59' PG: レウリア (3/3) 43', 50', 69' | レポート | T: イオアネ 16'm Lynagh 20' c ガルビシ 45'c G: ガルビシ (2/3) 21', 46' PG: ガルビシ (2/3) 14', 36' | アピア・パーク, アピア, サモア 観客数: 1,000人 レフリー: ポール・ウィリアムズ (ニュージーランド) |

- サモアがティア1に勝利するのは、2014年にイタリアに勝利して以来、10年ぶり。

| 2024年7月5日 20:00 GET (UTC+4) | ジョージア                             | 12–21    | フィジー                                                                                   | アジャラベット・アレナ, バトゥミ, ジョージア 観客数: 10,000人 レフリー: Craig Evans (ウェールズ) |
| 2024年7月5日 20:00 GET (UTC+4) | PG: マトカヴァ (4/4) 4', 15', 28', 65' | レポート | T: イカニヴェレ 10'm Dakuwaqa (2) 20'm, 62'm G: ボティツ (0/3) PG: ボティツ (2/2) 35', 50' | アジャラベット・アレナ, バトゥミ, ジョージア 観客数: 10,000人 レフリー: Craig Evans (ウェールズ) |

| 2024年7月5日 20:00 ET (UTC-4) | アメリカ合衆国                                                                                          | 20–22    | ルーマニア                                                                             | シートギーク・スタジアム, イリノイ州, アメリカ合衆国 観客数: 2,000人 レフリー: Angus Mabey (ニュージーランド) |
| 2024年7月5日 20:00 ET (UTC-4) | T: Fa'anana-Schultz 6'c マクギンティ 49'c G: マクギンティ (2/2) 7', 50' PG: マクギンティ (2/4) 26', 61' | レポート | T: Manumua 9'c G: Conache (1/1) 10' PG: Conache (4/5) 18', 42', 59' 65' Plai (1/1) 68' | シートギーク・スタジアム, イリノイ州, アメリカ合衆国 観客数: 2,000人 レフリー: Angus Mabey (ニュージーランド) |

| 2024年7月6日 19:05 NZST (UTC+12) | ニュージーランド                                             | 16–15    | イングランド                                                                     | フォーサイス・バー・スタジアム, ダニーデン, ニュージーランド 観客数: 28,483人 レフリー: ニカ・アマシュケリ (ジョージア) |
| 2024年7月6日 19:05 NZST (UTC+12) | T: リース 16'm サヴェア 25'm PG: マッケンジー (2/3) 55', 66' | レポート | T: イトジェ 21'c Feyi-Waboso 48'm G: M.スミス (1/2) 22' PG: M.スミス (1/3) 40+4' | フォーサイス・バー・スタジアム, ダニーデン, ニュージーランド 観客数: 28,483人 レフリー: ニカ・アマシュケリ (ジョージア) |

| 2024年7月6日 18:00 JST (UTC+9) | JAPAN XV | 26–14                    | マオリ・オールブラックス                                     | 豊田スタジアム, 愛知県豊田市 観客数: 14,361人 レフリー: Damian Schneider (アルゼンチン) |
| 2024年7月6日 18:00 JST (UTC+9) | T: サミソニ・トゥア 10'm · 竹内柊平 53'c · 佐藤健次 76'm · G: 山沢拓也 (1/2) 55' · PG: 山沢拓也 (2/2) 22', 50' · 矢崎由高 (1/1) 73' · 竹内柊平 · | レポート 結果配信表 報道 | T: エクランド 45'c Thompson 67' c G: ポイヒピ (2/2) 46', 68' | 豊田スタジアム, 愛知県豊田市 観客数: 14,361人 レフリー: Damian Schneider (アルゼンチン) |

| 2024年7月6日 19:55 AEST (UTC+10) | オーストラリア                                                                                                  | 25–16    | ウェールズ                                 | シドニー・フットボール・スタジアム, シドニー, オーストラリア 観客数: 35,945人 レフリー: Pierre Brousset (フランス) |
| 2024年7月6日 19:55 AEST (UTC+10) | T: トゥポウ 20'c Daugunu 52'm T.ライト 69'c G: ロレシオ (1/2) 22' ライナー (1/1) 70' PG: ロレシオ (2/3) 7', 15' | レポート | T: PT 25' PG: B. Thomas (3/3) 3', 46', 66' | シドニー・フットボール・スタジアム, シドニー, オーストラリア 観客数: 35,945人 レフリー: Pierre Brousset (フランス) |

- この結果により、ウェールズは世界ラグビーランキングで11位に落ち、史上最低の順位となった[53]。
- ウェールズのアーロン・ウェインライトは、テストマッチ50試合出場を果たした[54]。

| 2024年7月6日 17:00 SAST (UTC+2) | 南アフリカ共和国                                                                         | 27–20    | アイルランド                                                                               | ロフタス・ヴァースフェルド・スタジアム, プレトリア, 南アフリカ共和国 観客数: 50,066人 レフリー: ルーク・ピアース (イングランド) |
| 2024年7月6日 17:00 SAST (UTC+2) | T: アレンゼ 2'c コルビ 64'c PT 77' G: ポラード (2/2) 3', 66' PG: ポラード (2/5) 17', 28' | レポート | T: Osborne 34'm マレー 74'c ベアード 78'c G: クロウリー (1/3) 75' PG: クロウリー (1/2) 12' | ロフタス・ヴァースフェルド・スタジアム, プレトリア, 南アフリカ共和国 観客数: 50,066人 レフリー: ルーク・ピアース (イングランド) |

- 南アフリカ共和国がアイルランドに勝利したのは、2016年以来[55][56]。

| 2024年7月6日 16:10 アルゼンチン時間 (UTC-3) | アルゼンチン                                                  | 13–28    | フランス | エスタディオ・マルビナス・アルヘンティナス, メンドーサ, アルゼンチン 観客数: 36,000人 レフリー: Chris Busby (アイルランド) |
| 2024年7月6日 16:10 アルゼンチン時間 (UTC-3) | T: モントージャ 61'm オルランド 78'm PG: S.カレラス (1/1) 26' | レポート | T: セラン 36'c Frisch 45'c アティソグベ 67'm G: アストイ (2/3) 37', 46' PG: アストイ (2/2) 23', 56' ジャミネ (1/1) 76' | エスタディオ・マルビナス・アルヘンティナス, メンドーサ, アルゼンチン 観客数: 36,000人 レフリー: Chris Busby (アイルランド) |

| 2024年7月6日 15:00 CLT (UTC-4) | チリ                                                                                            | 22–17    | 香港                                                                              | Estadio Fiscal de Talca, タルカ, チリ 観客数: 7,000人 レフリー: Gonzalo de Achaval (アルゼンチン) |
| 2024年7月6日 15:00 CLT (UTC-4) | T: Garafulic (2) 11'm, 46'c C. Saavedra 40'c G: S. Videla (2/3) 37', 40' PG: S. Videla (1/1) 2' | レポート | T: Sawyer 56'c Hrstich 74'c G: De Thierry (2/2) 57', 76' PG: De Thierry (1/1) 17' | Estadio Fiscal de Talca, タルカ, チリ 観客数: 7,000人 レフリー: Gonzalo de Achaval (アルゼンチン) |

- チリが 香港に勝利するのは初めて[57]。
- 香港が チリを訪れるのは初めて[58]。

| 2024年7月6日 17:00 EDT (UTC-4) | カナダ                                                | 12–73    | スコットランド | TDプレイス・スタジアム, オタワ, カナダ 観客数: 11,447人 レフリー: Adam Leal (イングランド) |
| 2024年7月6日 17:00 EDT (UTC-4) | T: ラムボール 9'm ベイリー 49'c G: ネルソン (1/1) 50' | レポート | T: Bayliss 13'c Richardson (2) 16'c, 19'm Reed (2) 30'm, 54'c Warr (2) 45'c, 51'c Paterson 61' c Dobie 69'c McDowall 74'c ステイン 80'c G: Thompson (5/7) 14', 17', 46', 52', 55' ヒーリー (4/4) 61', 69', 75', 80' | TDプレイス・スタジアム, オタワ, カナダ 観客数: 11,447人 レフリー: Adam Leal (イングランド) |

### 7月10日(水)～
| 2024年7月10日 14:00 UYT (UTC-3) | ウルグアイ                                                                                    | 28–43    | フランス | エスタディオ・チャルーア, モンテビデオ, ウルグアイ レフリー: Angus Mabey (ニュージーランド) |
| 2024年7月10日 14:00 UYT (UTC-3) | T: ケスレル 27'c アルコスペレス 43'c プハーダス 65'c PT 78' G: エチェベリ (3/3) 28', 44', 65' | レポート | T: クイユー (2) 8' c, 19' c Tuilagi (2) 60' c, 63' c G: Berdeu (2/2) 9', 20' Segonds (2/2) 61', 64' PG: Berdeu (5) 6', 32', 40', 46', 52' | エスタディオ・チャルーア, モンテビデオ, ウルグアイ レフリー: Angus Mabey (ニュージーランド) |

- ウルグアイがテストマッチでフランスを迎えるのは初めて。
- ウルグアイのサンティアゴ・アラタは、テストマッチ50試合出場を達成した。

| 2024年7月12日 15:30 TOT (UTC+13) | トンガ                                                  | 14–36    | イタリア | トゥファイバ・スポーツスタジアム, ヌクアロファ, トンガ 観客数: 3,000人 レフリー: Damian Schneider (アルゼンチン) |
| 2024年7月12日 15:30 TOT (UTC+13) | T: Taulani 45'c F. Paea 77'c G: ファイバ (2/2) 46', 78' | レポート | T: Trulla 19'm イオアネ 34'c ラマロ 49'c A.ガルビシ 64'c PT 85' G: P.ガルビシ (3/4) 35', 51', 65' PG: P.ガルビシ (1/2) 30' | トゥファイバ・スポーツスタジアム, ヌクアロファ, トンガ 観客数: 3,000人 レフリー: Damian Schneider (アルゼンチン) |

- イタリアは、ワールドラグビーランキングが8位に上昇し、2007年と最高位タイとなった。

| 2024年7月12日 18:30 EDT (UTC-4) | アメリカ合衆国                   | 7–42     | スコットランド | アウディ・フィールド, ワシントンD.C., アメリカ合衆国 観客数: 17,418人 レフリー: Jordan Way (オーストラリア) |
| 2024年7月12日 18:30 EDT (UTC-4) | T: Boni 32'c G: マクギンティ 33' | レポート | T: ファン・デル・メルヴァ 6'c アシュマン (3) 19'c, 27'c, 40+3'c ホーン 50'c ファーガソン 73'c G: ヘイスティングス (5/5) 7', 21', 28', 40+4', 51' Thompson 74' | アウディ・フィールド, ワシントンD.C., アメリカ合衆国 観客数: 17,418人 レフリー: Jordan Way (オーストラリア) |

- スコットランドのジェイミー・リッチーは、テストマッチ50試合出場を果たした[59]。
- ドゥーハン・ファン・デル・メルヴァは、国際テストマッチで27回目のトライを決め、スチュアート・ホッグと並び、スコットランド歴代最多トライ記録保持者となった[60]。

| 2024年7月12日 19:00 EDT (UTC-4) | カナダ | 35–22    | ルーマニア                                                                                | TDプレイス・スタジアム, オタワ, カナダ 観客数: 4,000人 レフリー: ホリー・デビッドソン (スコットランド) |
| 2024年7月12日 19:00 EDT (UTC-4) | T: Benn 24'c Fryer 44'c クワトリン (2) 65'c, 69'm G: ネルソン (3/4) 25', 45', 66' PG: ネルソン (3/4) 4', 10', 79' | レポート | T: Neculau 31'c Conache 48'c Manumua 61'm G: Conache (2/3) 32', 49' PG: Conache (1/2) 13' | TDプレイス・スタジアム, オタワ, カナダ 観客数: 4,000人 レフリー: ホリー・デビッドソン (スコットランド) |

- カナダがルーマニアに勝利したのは、1995年ラグビーワールドカップ以来。

| 2024年7月13日 16:00 AST (UTC+13) | サモア | 34–30    | スペイン | アピア・パーク, アピア, サモア レフリー: ベン・オキーフ (ニュージーランド) |
| 2024年7月13日 16:00 AST (UTC+13) | T: Niue 3'c パイアアウア 17'c マタヴァオ 28'c アーウォン 79'c G: レウリア (4/4) 5', 18', 29', 80' PG: レウリア (2/3) 71', 74' | レポート | T: Vinuesa 20'c Alonso 52'c Pirlet 80+3'c G: Vinuesa (3/3) 21', 53', 80+4' PG: Vinuesa (3/4) 8', 40+1', 69' | アピア・パーク, アピア, サモア レフリー: ベン・オキーフ (ニュージーランド) |

- サモアがテストマッチでスペインを迎えるのは初めて。スペインが太平洋諸国に遠征するのも今回が初めて。

| 2024年7月13日 19:05 NZST (UTC+12) | ニュージーランド                                                                             | 24–17    | イングランド                                                                       | イーデン・パーク, オークランド, ニュージーランド 観客数: 48,362人 レフリー: ニック・ベリー (オーストラリア) |
| 2024年7月13日 19:05 NZST (UTC+12) | T: テレア (2) 11'c, 61'm G: マッケンジー (1/2) 13' PG: マッケンジー (4/4) 20', 38', 69', 75' | レポート | T: Feyi-Waboso 14'c Freeman 40+1'c G: スミス (2/2) 15', 40+2' PG: スミス (1/1) 49' | イーデン・パーク, オークランド, ニュージーランド 観客数: 48,362人 レフリー: ニック・ベリー (オーストラリア) |

- ニュージーランドは、ヒラリー・シールドを保持した[61]。

| 13 July 2024 19:45 AEST (UTC+10) | オーストラリア | 36–28    | ウェールズ | メルボルン・レクタンギュラー・スタジアム, メルボルン, オーストラリア 観客数: 21,932人 レフリー: ニカ・アマシュケリ (ジョージア) |
| 13 July 2024 19:45 AEST (UTC+10) | T: Daugunu (2) 6' c, 66' m Gordon 24' c アラアラトア 53' m G: ロレシオ (2/4) 7', 25' PG: ロレシオ (3/3) 14', 30', 38' ドナルドソン (1/1) 77' | レポート | T: レイク (2) 27' c, 35' c ウィリアムズ 46' c ダイアー 69' c G: B. Thomas (3/3) 29', 36', 48' コステロウ (1/1) 70' | メルボルン・レクタンギュラー・スタジアム, メルボルン, オーストラリア 観客数: 21,932人 レフリー: ニカ・アマシュケリ (ジョージア) |

- オーストラリアはジェームズ・ビーヴァン・トロフィーを保持した[62]。

| 2024年7月13日 19:05 JST (UTC+9) | 日本 | 23–25                    | ジョージア | ユアテックスタジアム仙台, 宮城県仙台市 観客数: 15,903人 レフリー: Andrea Piardi (イタリア) |
| 2024年7月13日 19:05 JST (UTC+9) | T: ジョネ・ナイカブラ 3'c · 長田智希 64'c · G: 李承信 (2/2) 4', 65' · PG: 李承信 (3/3) 17', 25', 56' · 下川甲嗣 20' · サナイラ・ワクァ 72' · | レポート 結果配信表 報道 | T: カルカゼ 20'm · アラニア 28'c · ジャヴァヒア 74'c · G: マトカヴァ (2/3) 29', 75' · PG: マトカヴァ (2/2) 9', 12' · ギオルギ・クヴェセラゼ 59' · | ユアテックスタジアム仙台, 宮城県仙台市 観客数: 15,903人 レフリー: Andrea Piardi (イタリア) |

- ジョージアにとって日本での初のテストマッチ。勝利は2014年以来、10年ぶり。

| 2024年7月13日 14:00 CAT (UTC+2) | ナミビア                                                                                 | 22–37    | ポルトガル | Hage Geingob Rugby Stadium, ウィントフック, ナミビア 観客数: 3,325人 レフリー: AJ Jacobs (南アフリカ共和国) |
| 2024年7月13日 14:00 CAT (UTC+2) | T: Katjijeko 18'c G: スワネポール (1/1) 20' PG: スワネポール (5/5) 4', 8', 42', 53', 59' | レポート | T: Marta 11' c Martins 40'c Dos Santos 50'c Pinto 65'c G: Cabral (4/4) 12', 40', 51', 66' PG: Cabral (2/3) 27', 55' Vareiro 77' | Hage Geingob Rugby Stadium, ウィントフック, ナミビア 観客数: 3,325人 レフリー: AJ Jacobs (南アフリカ共和国) |

| 2024年7月13日 17:00 SAST (UTC+2) | 南アフリカ共和国                                          | 24–25    | アイルランド                                                                                               | キングス・パーク・スタジアム, ダーバン, 南アフリカ共和国 観客数: 52,000人 レフリー: Karl Dickson (イングランド) |
| 2024年7月13日 17:00 SAST (UTC+2) | PG: ポラード (8/8) 18', 34', 44', 47', 52', 56', 60', 64' | レポート | T: マレー 13'c G: クロウリー (1/1) 14' PG: クロウリー (4/4) 5', 37', 40+1', 58' DG: Frawley (2/2) 69', 80' | キングス・パーク・スタジアム, ダーバン, 南アフリカ共和国 観客数: 52,000人 レフリー: Karl Dickson (イングランド) |

| 2024年7月13日 16:00 ART (UTC-3) | アルゼンチン                                                                                | 33–25    | フランス                                                                                                 | エスタディオ・ホセ・アマルフィターニ, ブエノスアイレス, アルゼンチン 観客数: 50,000人 レフリー: アンドリュー・ブライス (アイルランド) |
| 2024年7月13日 16:00 ART (UTC-3) | T: ベロ 16'c PT 29' S.カレラス 36'c ガジョ (2) 57'm, 66'c G: S.カレラス (3/4) 18', 38', 66' | レポート | T: セラン 9'c ガイルレトン 45'c アティソグベ 49'm G: アストイ (2/3) 10', 46' PG: アストイ (2/2) 24', 41' | エスタディオ・ホセ・アマルフィターニ, ブエノスアイレス, アルゼンチン 観客数: 50,000人 レフリー: アンドリュー・ブライス (アイルランド) |

- アルゼンチンがフランスに勝利するのは、2016年以来。
- アルゼンチンのパブロ・マテーラは、テストマッチ100キャップを達成した3人目のアルゼンチン選手[63]。

| 2024年7月13日 15:00 CLT (UTC-4) | チリ                                                                                                | 33–5     | ベルギー         | Estadio Sausalito, ビニャ・デル・マール, チリ 観客数: 12,000人 レフリー: Tómas Bertazza (アルゼンチン) |
| 2024年7月13日 15:00 CLT (UTC-4) | T: PT 18' Game 39' c Dittus 64' c G: S. Videla (2/2) 40', 65' PG: S. Videla (4/4) 3', 31', 42', 71' | レポート | T: Raynier 55' m | Estadio Sausalito, ビニャ・デル・マール, チリ 観客数: 12,000人 レフリー: Tómas Bertazza (アルゼンチン) |

- 両者にとって、初の対戦。

| 2024年7月13日 20:00 PYT (UTC-4) | パラグアイ                                        | 12–80    | 香港 | Estadio Héroes de Curupayty, ルケ, パラグアイ 観客数: 1,000人 レフリー: Francisco González (ウルグアイ) |
| 2024年7月13日 20:00 PYT (UTC-4) | T: Amarilla 28'c Aranda 69'm G: Urbieta (1/2) 29' | レポート | T: Post (2) 3'c, 40'c Hrstich (2) 6'c, 44'c Worley (2) 9'c, 12'c Axten-Burrett 16'm Higson-Smith 32'c Brechin (2) 59'm, 78'c Scott 66'c Van der Smit 80'c G: De Thierry (10/12) 4', 7', 10', 13', 33', 40', 45', 67', 79', 80' | Estadio Héroes de Curupayty, ルケ, パラグアイ 観客数: 1,000人 レフリー: Francisco González (ウルグアイ) |

- 両者にとって初の対戦。

### 7月19日(金)～
| 2024年7月19日 15:30 TOT (UTC+13) | トンガ                                                                                          | 20–29    | スペイン                                                                                   | トゥファイバ・スポーツスタジアム, ヌクアロファ, トンガ レフリー: Pierre Brousset (フランス) |
| 2024年7月19日 15:30 TOT (UTC+13) | T: サカリア 19'm ファイバ 51'm Finau-Fetuli 80+2'c G: Pulini (1/1) 80+3' PG: ファイバ (1/1) 45' | レポート | T: Bay 35'c Gimeno 60'c G: Vinuesa (2/2) 30', 61' PG: Vinuesa (5/7) 5', 12', 37', 70', 79' | トゥファイバ・スポーツスタジアム, ヌクアロファ, トンガ レフリー: Pierre Brousset (フランス) |

- トンガがテストマッチでスペインを迎えるのは今回が初めて。
- スペインにとって、トンガに対する初勝利であり、太平洋諸島諸国に対しても初勝利。

| 2024年7月19日 19:55 AEST (UTC+10) | クイーンズランド・レッズ                                                                           | 35–36    | ウェールズ | ラング・パーク, ブリスベン, オーストラリア 観客数: 23,164人 レフリー: Damon Murphy (オーストラリア) |
| 2024年7月19日 19:55 AEST (UTC+10) | T: アシアタ (3) 13'c, 27'c, 51'c Grealy (2) 59'c, 69'c G: オコーナー (5/5) 14', 28', 53', 61', 70' | レポート | T: Griffin 4' m Grace 18'c ダイアー 20'c チウンザ 38'm トンプキンズ 45'c ハーディ 79'm G: コステロウ (3/6) 19', 21', 46' | ラング・パーク, ブリスベン, オーストラリア 観客数: 23,164人 レフリー: Damon Murphy (オーストラリア) |

| 2024年7月19日 19:30 PST (UTC-8) | ニュージーランド | 47–5     | フィジー         | Snapdragon Stadium, サンディエゴ, アメリカ合衆国 レフリー: Matthew Carley (イングランド) |
| 2024年7月19日 19:30 PST (UTC-8) | T: クラーク 8'c Ratima 12'c Proctor 25'm サヴェア 33'c リース 43'c デグルート 58'c Bell 76'c G: マッケンジー (6/7) 9', 13', 34', 45', 59', 78' | レポート | T: ボティツ 17'm | Snapdragon Stadium, サンディエゴ, アメリカ合衆国 レフリー: Matthew Carley (イングランド) |

- ニュージーランドのボーデン・バレットは、テストマッチキャップ126回目となり、オールブラックス史上最多キャップのバックとしてアーロン・スミスを上回った。
- ニュージーランドのダミアン・マッケンジーは、テストマッチ50試合出場を達成した。

| 2024年7月20日 15:45 AEST (UTC+10) | オーストラリア | 40–29    | ジョージア | シドニー・フットボール・スタジアム, シドニー, オーストラリア 観客数: 26,139人 レフリー: James Doleman (ニュージーランド) |
| 2024年7月20日 15:45 AEST (UTC+10) | T: パイサミ 4'c ヴァレティニ (2) 12'm, 53'c Kailea 19'c マクライト (2) 39'c, 62'c G: ドナルドソン (5/6) 6', 19', 40', 55', 63' | レポート | T: バブナシュヴィリ 33'c ニニアシヴィリ 42'c タブツァゼ (2) 46'c, 68'm G: マトカヴァ (3/4) 34', 43', 48' PG: マトカヴァ (1/2) 2' | シドニー・フットボール・スタジアム, シドニー, オーストラリア 観客数: 26,139人 レフリー: James Doleman (ニュージーランド) |

- オーストラリアが、ヨーロッパのティア2の国を迎えるのは今回が初めて。

| 2024年7月20日 17:00 SAST (UTC+2) | 南アフリカ共和国 | 64–21    | ポルトガル                                                                          | フリーステイト・スタジアム, ブルームフォンテーン, 南アフリカ共和国 観客数: 42,626人 レフリー: ホリー・デビッドソン (スコットランド) |
| 2024年7月20日 17:00 SAST (UTC+2) | T: Wessels 12'm Buthelezi 17'm アレンゼ 23'c Dixon 26'm アム 38'c マピンピ (3) 48'm, 56'c, 79'c Horn 64'c A. Venter 68'c G: リボック (2/5) 25', 39' ファインバーグ＝ムンゴメズル (5/5) 49', 57', 66', 69', 80+2' | レポート | T: Dos Santos (2) 10'c, 59'c Madeira 74' c G: Moura (1/1) 11' Cabral (2/2) 60', 75' | フリーステイト・スタジアム, ブルームフォンテーン, 南アフリカ共和国 観客数: 42,626人 レフリー: ホリー・デビッドソン (スコットランド) |

- これは両者にとって初の国際試合となった。
- ポルトガルのフランシスコ・フェルナンデスは、テストマッチ50試合出場を果たした。

| 2024年7月20日 15:30 BRT (UTC-3) | ブラジル                                                                                         | 25–26    | 香港                                                                                           | Estádio Nicolau Alayon, サンパウロ, ブラジル 観客数: 1,750人 レフリー: Pablo De Luca (アルゼンチン) |
| 2024年7月20日 15:30 BRT (UTC-3) | T: Mignot 16'c Paganini 58'm PT 64' G: Tranquez (1/1) 18' PG: Tranquez (1/1) 39' Duque (1/1) 70' | レポート | T: Van der Smit 10'c Worley 33'c Avitabile 67'm Brien 80'c G: De Thierry (3/4) 11', 34', 80+1' | Estádio Nicolau Alayon, サンパウロ, ブラジル 観客数: 1,750人 レフリー: Pablo De Luca (アルゼンチン) |

| 2024年7月20日 16:00 UYT (UTC-3) | ウルグアイ     | 5–79     | アルゼンチン | Estadio Domingo Burgueño, マルドナド, ウルグアイ レフリー: Luc Ramos (フランス) |
| 2024年7月20日 16:00 UYT (UTC-3) | T: Hontou 44'm | レポート | T: メンディー (3) 4'm, 10'm, 41'c デラフエンテ 26' c コルデロ 28' c Moro (2) 34'c, 70'c オビエド 37'm M.カレラス (2) 40'm, 63'c Coria 51' c S.カレラス 76'c G: アルボルノス (8/12) 27', 29', 35', 42', 51', 64', 70', 76' PG: アルボルノス (1/1) 18' | Estadio Domingo Burgueño, マルドナド, ウルグアイ レフリー: Luc Ramos (フランス) |

- アルゼンチンが、ウルグアイに対する最多得点差の勝利となり、1977年の70対0の記録を上回った。

| 2024年7月20日 15:00 CLT (UTC-04) | チリ                                                 | 11–52    | スコットランド | エスタディオ・ナシオナル・デ・チリ, サンティアゴ・デ・チレ, スコットランド 観客数: 24,878人 レフリー: マシュー・ライナル (フランス) |
| 2024年7月20日 15:00 CLT (UTC-04) | T: Escobar 49'm PG: Videla (1/1) 10' Salas (1/1) 26' | レポート | T: Bayliss 21'c Rowe (2) 28'c, 64'c Dobie (2) 33'c, 44'm Currie 57'c Richardson 72'm ステイン 78'c G: ヒーリー (3/4) 22', 29', 35' ヘイスティングス (3/4) 58', 65', 79' | エスタディオ・ナシオナル・デ・チリ, サンティアゴ・デ・チレ, スコットランド 観客数: 24,878人 レフリー: マシュー・ライナル (フランス) |

- 両国間の初のフルテストマッチ。

| 2024年7月20日 18:15 PYT (UTC-04) | パラグアイ                                                                         | 20–45    | ベルギー | Estadio Héroes de Curupayty, ルケ, パラグアイ レフリー: Mauro Rossi (アルゼンチン) |
| 2024年7月20日 18:15 PYT (UTC-04) | T: González 2'm Bareiro 32'c López 79'm G: Urbieta (1/3) 33' PG: Urbieta (1/1) 10' | レポート | T: Raynier (2) 6'c, 12'c M. Remue Rifon 46'c van Parys 59' G: F. Remue (3/3) 7', 14', 47' Torfs (1/1) 60' PG: F. Remue (2/2) 26', 55' | Estadio Héroes de Curupayty, ルケ, パラグアイ レフリー: Mauro Rossi (アルゼンチン) |

- 両国間の初のテストマッチ。

| 2024年7月20日 17:00 PDT (UTC-7) | バンクーバー・ハイランダーズ | 30–26 | ドイツ | Burnaby Lake Rugby Club, バーナビー, カナダ |
| 2024年7月20日 17:00 PDT (UTC-7) | レポート                     |       |        | Burnaby Lake Rugby Club, バーナビー, カナダ |

| 2024年7月21日 14:05 JST (UTC+9) | 日本                                                                | 14–42                    | イタリア | 札幌ドーム, 札幌市 観客数: 17,411人 レフリー: Christophe Ridley (イングランド) |
| 2024年7月21日 14:05 JST (UTC+9) | T: ディラン・ライリー (2) 40+2'c, 42'c G: 松田力也 (2/2) 40+2', 42' | レポート 結果配信表 報道 | T: カプオッツォ 8'c パジェレロ 13'c ザンボニン 35'c A.ガルビージ 72'c ヴィンセント 80'm G: P.ガルビージ (3/3) 9', 14', 35' マリン (1/2) 73' PG: パジェレロ (3/3) 3', 47', 59' | 札幌ドーム, 札幌市 観客数: 17,411人 レフリー: Christophe Ridley (イングランド) |

### 7月26日(金)～
| 2024年7月26日 15:30 TOT (UTC+13) | トンガ                                               | 14–41    | クイーンズランド・レッズ | トゥファイバ・スポーツスタジアム, ヌクアロファ, トンガ レフリー: David Vosalevu (フィジー) |
| 2024年7月26日 15:30 TOT (UTC+13) | T: Hifo 5'c Filimoehala 31'c G: Ma'asi (2/2) 6', 32' | レポート | T: ファアガセ 10'c アシアタ (2) 29'm, 61'c PT 40' Ryan 47'c Uru 71'm G: オコーナー (1/2) 11' Werchon (2/3) 48', 62' PG: Gordon (1/1) 79' | トゥファイバ・スポーツスタジアム, ヌクアロファ, トンガ レフリー: David Vosalevu (フィジー) |

| 2024年7月27日 15:30 BRT (UTC-3) | ブラジル | 47–25    | ベルギー | Estádio Nicolau Alayon, サンパウロ, ブラジル レフリー: Tómas Bertazza (アルゼンチン) |
| 2024年7月27日 15:30 BRT (UTC-3) | T: Willian 14'c Temer 27'c Teixeira 47'c Mignot 64'c Rodrigues 79'm G: Tranquez (4/5) 16', 28', 48', 65' PG: Tranquez (4/4) 9', 32', 55', 76' | レポート | T: Rasssinfosse 21'm Van Holsbeke 38'c Van Bost 60'c G: De Franco (2/3) 40', 61' PG: De Franco (2/2) 4', 35' | Estádio Nicolau Alayon, サンパウロ, ブラジル レフリー: Tómas Bertazza (アルゼンチン) |

- ブラジルが、ベルギーを迎えるのは初めて。

| 2024年7月27日 16:00 UYT (UTC-3) | ウルグアイ                                                                    | 19–31    | スコットランド | エスタディオ・チャルーア, モンテビデオ, ウルグアイ レフリー: Damian Schneider (アルゼンチン) |
| 2024年7月27日 16:00 UYT (UTC-3) | T: S. Álvarez 28'c エチェベリ 38'c ディアナ 61'm G: エチェベリ (2/3) 29', 39' | レポート | T: アシュマン 13'c クロスビー 23'c ファン・デル・メルヴァ 26'm Harrison 64'c ピエール・スクーマン 68'm G: ヒーリー (2/3) 13', 24' ヘイスティングス (1/2) 65' | エスタディオ・チャルーア, モンテビデオ, ウルグアイ レフリー: Damian Schneider (アルゼンチン) |

- スコットランドのヒュー・ジョーンズは、テストマッチ50試合出場を果たした[64]。